# Sepolcro in agguato
Sepolcro in agguato (The running grave) è un romanzo del 2023 della scrittrice inglese J.K. Rowling, pubblicato sotto lo pseudonimo di Robert Galbraith. Si tratta del settimo libro della serie dei due detective londinesi Cormoran Strike e Robin Ellacott. Il romanzo è stato pubblicato in originale nel settembre del 2023; la prima edizione italiana è stata pubblicata da Salani il 20 febbraio 2024.

## Trama
Pochi mesi dopo la conclusione della precedente indagine i detective Cormoran Strike e Robin Ellacott vivono una situazione di stallo: ciascuno dei due è consapevole dei propri sentimenti nei confronti dell'altro, che tuttavia faticano a emergere; la ragazza si è in effetti fidanzata con Ryan Murphy, un agente di polizia conosciuto nel corso del precedente caso. I due vengono ingaggiati da sir Colin Edensor, un ricco nobiluomo, che chiede loro di riportare a casa suo figlio Will. Questi, affetto da autismo, si è unito alla Universal Humanitarian Church (UHC), un gruppo religioso che dietro l'aspetto di un'organizzazione umanitaria cela una vera e propria setta; il ragazzo è stato spinto a ritirarsi nel loro quartier generale, una fattoria nel Norfolk, e da quel momento ha tagliato del tutto i contatti con la propria famiglia, mancando perfino alla morte di sua madre Sally. Strike comprende che la UHC è nata dall'evoluzione di una precedente comune dove lui e sua sorella Lucy hanno vissuto da bambini insieme alla madre Leda, chiusa in seguito a un'indagine per abuso sessuale su minori: Lucy gli rivela di esser stata in effetti vittima di abuso da parte di un medico che l'aveva adescata con la complicità di una malvagia bambina di nome Mazu; quest'ultima è adesso sposata con Johnathan Wace detto "Papà J", leader carismatico della UHC, e lei stessa è uno dei capi della setta.
Nelle prime fasi delle indagini, i due detective scoprono che alla UHC sono legate misteriose morti come quella di Kevin Pirbright, un ex adepto che dopo essere scappato dalla setta aveva scritto un saggio finalizzato a sbugiardarla, e quella di Daiyu, figlia di Mazu e Johnathan, annegata a soli sette anni e ora venerata dalla UHC come una profetessa insieme ad altri quattro adepti morti a loro volta in circostanze non chiare; nella fattoria avvengono inoltre presunti fenomeni soprannaturali che suggerirebbero un legame con l'aldilà. Robin decide allora di infiltrarsi nella UHC assumendo la falsa identità della ricca Rowena Ellis, e comincia a frequentare il tempio londinese della UHC. La ragazza si mostra propensa a elargire cospicue donazioni, pertanto sarà invitata a un ritiro spirituale e infine accolta nella setta.
Poiché i contatti col mondo esterno sono vietati, per diverse settimane Robin passa a Strike e ai loro colleghi informazioni sulla UHC per mezzo di una finta pietra posizionata in un punto non videosorvegliato. La ragazza scopre che i membri della setta sono obbligati ad avere rapporti eterosessuali tra loro per fini spirituali; l'omosessualità, apparentemente tollerata, viene in realtà penalizzata, mentre le gravidanze sono incoraggiate al punto che tutti i metodi di contraccezione sono proibiti: lo stesso Will, che Robin riesce a individuare, ha avuto una bambina con una ragazza minorenne, Lin. La detective rinviene inoltre delle Polaroid nascoste in un luogo segreto, le quali sembrerebbero documentare degli atti sessuali perpetrati su dei minorenni; scopre inoltre che nel cavo di un albero nella foresta che circonda la fattoria è nascosta una vecchia ascia insanguinata.
In assenza di Robin, Strike rintraccia e interroga alcune persone collegate alla UHC, tra cui Abigail Glover, figlia di Wace e della sua prima moglie, e i famigliari di Alexander Graves, un altro adepto morto e venerato come un profeta; nel frattempo, mentre manda avanti il consueto lavoro, scopre che Clive Littlejohn, un suo dipendente, in realtà lo spia per conto di un'agenzia rivale. Anche nella sua vita privata ci sono degli scossoni: suo zio Ted inizia a mostrare segni di demenza senile, mentre la breve relazione con un'avvocatessa rischia di compromettere la sua carriera; intanto la sua storica ex Charlotte si rifà viva e gli dice di avere un cancro al seno, probabile menzogna atta a ricucire la loro turbolenta relazione. In seguito ai suoi continui rifiuti di incontrarla, Charlotte si suicida: Strike reagisce dapprima con disperazione, ma poi comprende che la vita della donna era compromessa da tempo, così come il loro rapporto, senza che lui ne abbia alcuna responsabilità.
Col passare del tempo Robin, esausta per le privazioni a cui viene sottoposta dalla UHC, trova sempre più difficile mantenere la copertura. Durante una trasferta a Norwich, la detective riesce a parlare con Emily Pirbright, sorella di Kevin rimasta all'interno della setta, in seguito a un tentativo di fuga di quest'ultima. La ragazza, da tempo insofferente alle regole della UHC ma troppo indottrinata per andarsene, le rivela di non credere che Daiyu sia veramente morta: dalle informazioni che Robin gli passa, Strike inizia a sospettare che il suo annegamento sia stato simulato dai Wace per impossessarsi della cospicua eredità lasciatale da Alexander Graves, il suo vero padre biologico; il detective si mette così sulle tracce di Cherie Gittins, la ragazza che all'epoca aveva assistito alla morte di Daiyu, per questo motivo espulsa dalla UHC. Robin sospetta inoltre che Becca, sorella di Emily e Kevin messa da Wace ai vertici della UHC, sia in realtà Daiyu sotto falsa identità.
La permanenza di Robin nella UHC diventa sempre più pericolosa, anche perché la ragazza rifiuta con vari stratagemmi di accoppiarsi con gli altri adepti. La ragazza finge infine di volerlo fare con Will, allo scopo di ottenere un colloquio privato con lui: scopre così che il ragazzo non è mai venuto a sapere della morte di sua madre, poiché i capi della setta gli hanno tenuto nascosta la notizia. Il suo comportamento, tuttavia, la mette in pericolo: poco dopo, durante la cerimonia per l'anniversario della morte di Daiyu, Robin viene quasi annegata in una piscina battesimale, e Wace la punisce facendola chiudere in una cassa di legno per otto ore. Al termine del supplizio, Robin viene mandata a prendersi cura di Jacob, un bambino ridotto in fin di vita dalle privazioni inflittegli. Quella stessa sera, dopo aver finto di volersi accoppiare con Tayo, figlio di Wace, Robin corre al punto cieco dove trova Strike che, insospettito dal silenzio della partner, si è recato a prenderla. In seguito a una rocambolesca fuga, i detective passano la notte in un albergo, durante la quale emergono i reciproci sentimenti mai sopiti, senza che nessuno dei due riesca a confessarlo.
Robin rilascia una dichiarazione spontanea sulle condizioni di Jacob alla polizia di Londra; in seguito scopre di essere stata accusata di abuso sessuale su minori dai capi della setta. Mentre la ragazza si riprende a fatica dalla terribile esperienza, Strike organizza un incontro con Cherie Gittins: costei conferma la versione secondo la quale Daiyu sarebbe morta annegata, ma i due detective notano diverse incongruenze nella storia. Poco dopo il colloquio Cherie muore, apparentemente suicidandosi, portando l'indagine a un punto cieco. Gli stessi detective si vedono braccati da misteriosi individui che, oltre a discreditarli su internet, tendono loro pericolosi agguati.
Alcuni giorni dopo, sorprendentemente, all'agenzia si presenta Will Edensor insieme alla figlia avuta con Lin: questa ha infatti subito un aborto e la setta l'ha nascosta in un luogo segreto; il ragazzo si consegnerà alla polizia una volta che lei sarà messa in salvo. Will rivela che Jacob è morto pochi giorni dopo la fuga di Robin, ma rifiuta di rivelare altri dettagli poiché crede ancora che, se rivelerà i segreti della setta, il fantasma di Daiyu verrà a ucciderlo. L'agenzia riesce a localizzare Lin in una clinica nei pressi di Londra: mentre gli altri agenti tentano di liberarla, Robin organizza un incontro tra Will e Flora Brewster, altro ex-membro della UHC. La donna riesce a convincere Will delle vere intenzioni della setta.
Con le informazioni in loro possesso, Robin e Strike hanno abbastanza elementi per scoprire la verità sulla UHC e sulla morte di Daiyu. I due detective passano queste informazioni alla polizia, che perquisisce il quartier generale della UHC e vi scopre un traffico di adozioni illecite che sfrutta i bambini nati dalle unioni degli adpeti. Mentre Robin si reca al tempio londinese per un confronto con Becca Pirbright e Mazu Wace, Strike va da Abigail Glover. Con un tranello psicologico, il detective le fa confessare la verità: Becca e Daiyu sono due persone diverse, e la seconda è morta nello stesso giorno del presunto incidente, brutalmente ammazzata da Abigail. Abigail era gelosa di Wace e Mazu, colpevoli di preferirle la sorellastra; dopo l'omicidio, aveva fatto a pezzi il corpo con l'ascia nascosta nell'albero e l'aveva dato in pasto ai maiali, per poi simulare il suo annegamento e incolpare Cherie. Strike deduce che le polaroid trovate da Robin erano state scattate da lei e non ritraevano un abuso sessuale, ma dei rapporti consenzienti con dei suoi amici tra i quali la stessa Cherie. Era stata poi Abigail a istigare quest'ultima al suicidio e a tentare di uccidere Strike, temendo che egli portasse allo scoperto la verità. Nel frattempo, al tempio, Robin cade in un'imboscata di Mazu, ma viene salvata in extremis dalla sua collega Midge.
Grazie alle informazioni di Strike e Robin, la UHC viene screditata e Jonathan Wace arrestato mentre cerca di fuggire in Messico; Mazu rimane convinta che sua figlia sia morta annegata e che sia ancora in contatto con lei, nonostante le prove del suo assassinio e la confutazione di tutti i trucchi usati dalla UHC per simulare gli eventi soprannaturali; anche Becca rimane fedeli ai principi della setta. Lin viene liberata e si riunisce con Will: i due, insieme alla loro figlioletta (ribattezzata Sally in onore della defunta signora Edensor) vengono accolti nella famiglia di lui. Strike ha un ultimo confronto con Amelia, sorella di Charlotte, la quale gli rivela che nella sua ultima lettera la donna aveva colpevolizzato non solo lui, ma tutti coloro che le erano vicini, assolvendolo definitivamente. Mentre riferisce queste cose a Robin, Strike confessa velatamente il suo amore per lei, poco prima che la ragazza parta per un viaggio con Ryan.

## Personaggi

### Ricorrenti
- Cormoran Strike: veterano di guerra riformato dopo aver subito l'amputazione di una gamba, è ora un detective privato di successo.
- Robin Ellacott: socia di Strike, abilissima nei travestimenti e nelle investigazioni. In passato è sopravvissuta a un tentativo di stupro e omicidio.
- Pat Chauncey: segretaria di Strike e Robin.
- Sam Barclay, Michelle "Midge" Greenstreet, Dev Shah: abili detective associati all'agenzia di Strike e Robin.
- Clive Littlejohn: un altro detective associato, sul quale ricadono i sospetti di spionaggio.
- Charlotte Campbell Ross: ex-fidanzata di Strike, bellissima, ricca e viziata, non si è mai rassegnata alla fine della loro storia.
- Lucy: sorellastra di Strike per parte di madre, è molto affezionata al detective. In questo libro rivela a Strike un terribile segreto della sua infanzia.
- Prudence Donleavy: sorellastra di Strike per parte di padre, è una psicoterapeuta di successo. Dopo aver riallacciato i rapporti col detective, aiuta lui e Robin nell'indagine sulla UHC.
- Ted Nancarrow: zio di Strike e Lucy, inizia a mostrare segni di demenza senile.
- Ryan Murphy: affascinante poliziotto con cui Robin intraprende una relazione.
- Belinda "Bijou" Watkins: prorompente avvocatessa con cui Strike intraprende una relazione sessuale, la quale rischia di trascinarlo in uno scandalo.
- Tasha Mayo: bellissima attrice che ingaggia l'agenzia di Strike per un caso di stalking. Inizierà una relazione con Midge e, in seguito, aiuterà i detective nell'indagine sulla UHC.

### Altri personaggi
- Colin e Sally Edensor: clienti di Strike e Robin, chiedono di tirar fuori loro figlio Will dalla UHC. Sally muore nel prologo.
- Will Edensor: figlio di Colin e Sally, è affetto da autismo. La sua famiglia ha perso i contatti con lui da quando si è unito alla UHC
- Kevin Pirbright: ex membro della UHC, era impegnato a scrivere un libro di accuse verso la setta, ma è stato ucciso prima della pubblicazione.
- Louise Pirbright: madre di Kevin, ancora affiliata alla UHC.
- Becca Pirbright: sorella di Kevin, è una dei capi della UHC.
- Emily Pirbright: sorella di Becca e Kevin, non gode degli stessi privilegi di Becca a causa dei suoi continui dubbi.
- Jonathan "Papa J" Wace: fondatore e leader carismatico della UHC, persona molto intelligente e abile nella manipolazione dei suoi adepti.
- Jennifer Wace: prima moglie di Papa J, annegata anni prima degli eventi narrati.
- Mazu Wace: seconda moglie di Papa J e capo della setta, è una donna crudele e autoritaria; viveva alla fattoria prima che diventasse sede della UHC, quando era una comune che venne poi sciolta per accuse di pedofilia. Lucy Strike la ricorda come complice degli aguzzini.
- Daiyu Wace: figlia di Mazu e Johanthan (si sospetta però che il vero padre sia Alex Graves), si dice che sia annegata a 7 anni presso la stessa spiaggia dove morì Jennifer; viene venerata dai membri della UHC col nome di Profetessa Annegata e il suo spirito sembra in grado di manifestarsi durante le cerimonie della setta.
- Taio e Jiang Wace: figli di Johnatan Wace, vivono alla UHC. Taio è uno dei leader.
- Cherie Gittins: ex-membro della UHC, ne è stata cacciata dopo essere stata ritenuta responsabile della morte di Daiyu. Nel tempo ha cambiato nome diverse volte, diventando prima Cherry Curtis e poi Carrie Curtis Woods.
- Abigail Glover: figlia di Wace, ha lasciato la UHC per diventare vigile del fuoco.
- Alex Graves: membro della UHC, si è suicidato dopo esser stato riportato a casa dalla sua famiglia e da allora viene venerato come Profeta Rubato. Ha lasciato tutti i suoi averi in eredità a Daiyu, credendo di essere suo padre.
- Margaret Cathcart-Bryce: ricchissima donna convertitasi alla UHC, ha lasciato in eredità tutti i suoi averi alla setta e per questo viene venerata come la Profetessa d'Oro; in realtà si scopre che la UHC abbia indotto la sua morte evitando che ricevesse adeguate cure mediche.
- Rusty Anderson: fondatore della comune che poi diverrà la sede della UHC, morì in un incidente stradale ed è venerato come il Profeta Ferito.
- Dr. Zhou: medico di stanza presso la UHC, è proprietario di una clinica a essa affiliata.
- Deirdre Doherty: membro della UHC, è sparita nel nulla dopo che alcuni suoi figli sono scappati dalla setta.
- Lin Doherty: figlia di Deirdre, rimasta con lei nella UHC. Durante uno dei suoi rapporti con Will Edensor concepisce una figlia che chiameranno Qing (poi ribattezzata Sally).
- Noli Seymour e Giles Harmon: rispettivamente un'attrice e uno scrittore affiliati alla UHC, sponsorizzano le sue attività.

## Edizioni
- Robert Galbraith, Sepolcro in agguato, traduzione di Laura Serra, Loredana Serratore, Barbara Ronca e Valentina Daniele, Milano, Salani, 2024,  pagg. 1120, ISBN 978-8831017992.